# Dioïla (Kreis)

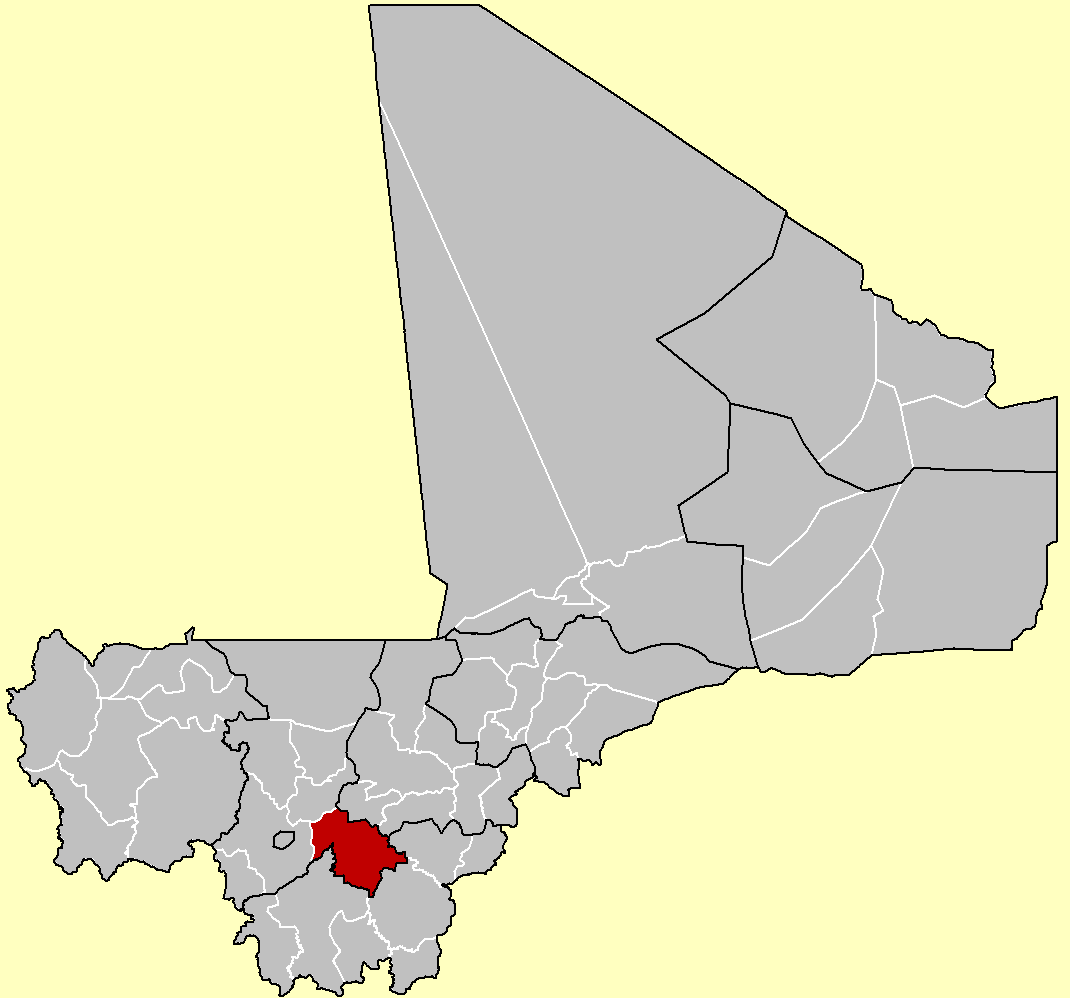
Kreis Dioïla

Dioïla ist der Name eines Kreises (franz. cercle de Dioïla) in der Region Koulikoro in Mali.
Der Kreis teilt sich in 23 Gemeinden, die Einwohnerzahl betrug beim Zensus 2009 491.210 Einwohner.
Gemeinden: Dioïla (Hauptort), Banco, Benkadi, Binko, Dégnékoro, Diébé, Diédougou, Diouman, Dolendougou, Gégnéka, Jékafo, Kaladougou, Kémékafo, Kéréla, Kilidougou, Massigui, N’Dlondougou, N’Garadougou, N’Golobougou, Nangola, Niantjila, Ténindougou, Wacoro, Zan Coulibaly. 